# Catherine Velasteguí
Catherine Patricia Velástegui Ceballos (Guayaquil, 16 de noviembre de 1984) es una actriz y presentadora de televisión ecuatoriana. Es conocida por su paso por el programa Vivos y La pareja feliz.

## Carrera
Antes de ingresar a la televisión, el sueño de Velasteguí era el de ser una cajera de banco.
Catherine Velasteguí formó parte del programa cómico Vivos. También fue parte del programa cómico, La pareja feliz, donde interpretó a Rayovac.
En 2014 interpretó a Pía, una mujer divorciada y engañada, para la obra de teatro Intimidades no tan íntimas, dirigida por Andrés Garzón, junto a Pamela Palacios, que interpreta a Romina, una mujer feminista, Carolina Jaume, que interpreta a Eva, una mujer farrera y divertida, y Andrea Ordóñez, que interpreta a Íntima, una mujer encargada de limpiar los baños.
Durante el 2015, formó parte del elenco de la serie web Sigo siendo el rey, junto a Carolina Jaume, Alberto Cajamarca, Paola Farías, Jonathan Estrada, Chino Moreira, y dirigida por Pedro Valenzuela.
El 16 de diciembre de 2015, Velasteguí se unió al programa de farándula Vamos Con Todo, de RTS, siendo el nuevo talento adquirido junto a María Mercedes Pacheco. El 27 de diciembre de 2017 venció su contrato con VCT, decidió no renovarlo y tampoco tener una despedida en el espacio.
A inicios de 2018 se unió al programa radial Radiación temprana de Radio Canela, junto a Tomás Delgado y Emerson Morocho, luego de que el 28 de diciembre de 2017 subiera un video de broma, diciendo que sería parte del programa, a lo que la gente respondió con gran aceptación.
En septiembre de 2018, junto a David Reinoso, estrenaron el programa Tan Davicho, para Teleamazonas, un programa de parodias que marcó el regreso de Velasteguí y Reinoso a la televisión.

## Vida personal
En el 2013, se divorció de su esposo David Reinoso, con quien tuvo un hijo llamado Dante. A finales del 2016 David Reinoso y Catherine Velasteguí se dan una nueva oportunidad y logran recuperar su hogar como familia.
La madrugada del 16 de julio de 2019, retornando a Guayaquil junto con los actores Emerson Morocho y David Reinoso tras un espectáculo en El Carmen, sufrieron un accidente de tránsito.

## Filmografía

### Series y Telenovelas
- (2018) Tan Davicho
- (2015) Sigo siendo el rey
- (2010) Mostró de amor - Isabel "Chabela" Murillo
- (2009-2014) La pareja feliz - Rayovac
- (2007-2008) El Cholito - Isabel "Chabela" Murillo
- (2001-2015) Vivos - Varios personajes

### Programas
- (2015-2017) Vamos Con Todo